# Ancyloscelis mesopotamicus
Ancyloscelis mesopotamicus är en biart som först beskrevs av Holmberg 1903.  Ancyloscelis mesopotamicus ingår i släktet Ancyloscelis och familjen långtungebin. Inga underarter finns listade i Catalogue of Life.